# 2236 Austrasia
2236 Austrasia (1933 FX) là một tiểu hành tinh vành đai chính được phát hiện ngày 23 tháng 3 năm 1933 bởi Karl Reinmuth ở Heidelberg.